# Apodacra macra
Apodacra macra är en tvåvingeart som beskrevs av Boris Borisovitsch Rohdendorf 1930. Apodacra macra ingår i släktet Apodacra och familjen köttflugor.
Artens utbredningsområde är Mongoliet. Inga underarter finns listade i Catalogue of Life.